# Tomasz Wendt

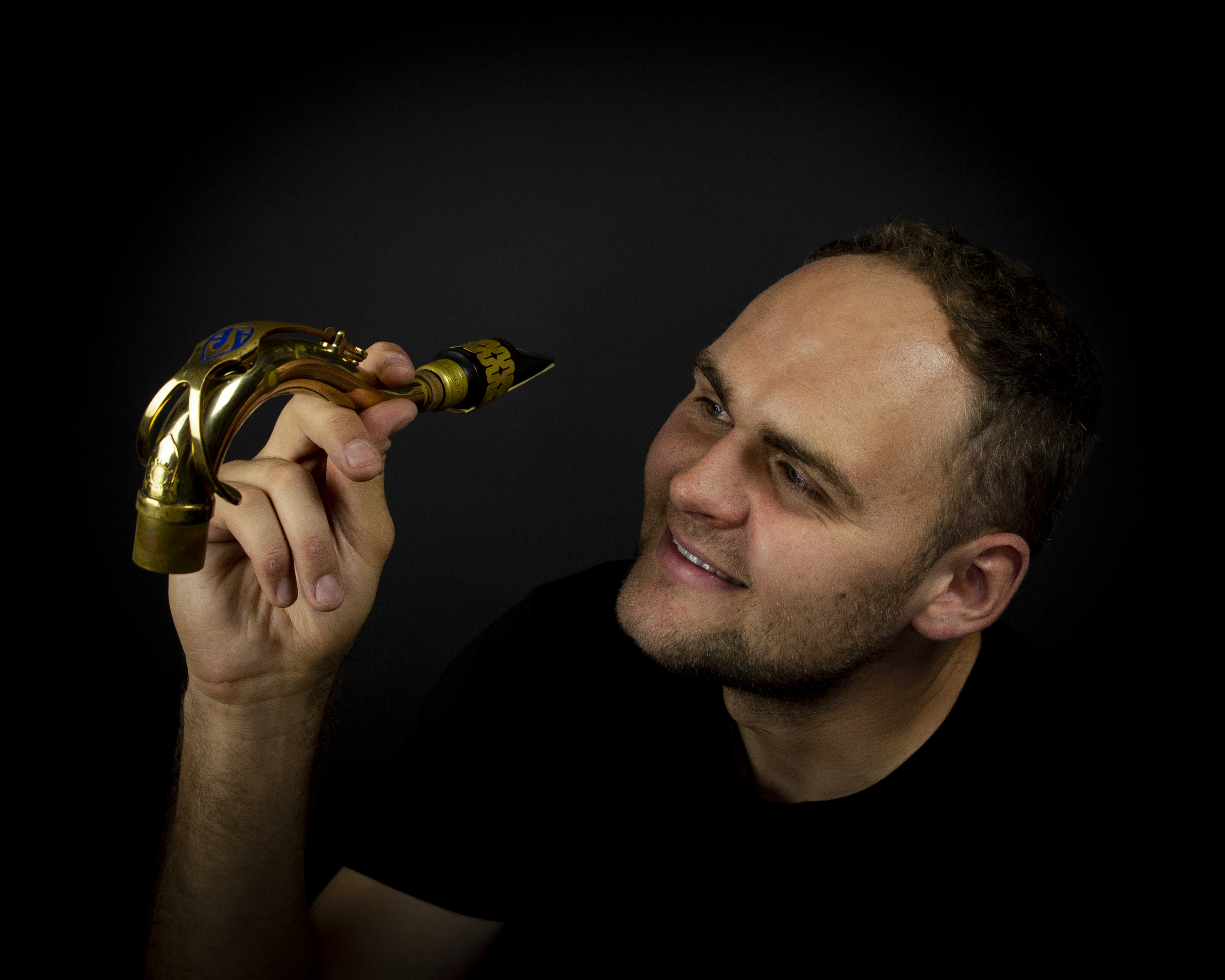
fot. Jarek Wierzbicki

Tomasz Wendt (ur. 3 maja 1990 w Gdańsku) – polski saksofonista jazzowy, kompozytor i pedagog.

## Życiorys
Jako student klasy saksofonu z wyróżnieniem ukończył studia w Akademii Muzycznrj im. Karola Lipińskiego we Wrocławiu otrzymując jednocześnie nagrodę Dyplom Roku 2014. Ponadto wyróżniony został Nagrodą Ministra Kultury i Dziedzictwa Narodowego dla najbardziej uzdolnionych studentów uczelni artystycznych w Polsce. We wrześniu 2019 roku obronił stopień doktora na wrocławskiej Akademii Muzycznej, gdzie obecnie jest wykładowcą.
Pierwsza autorska płyta saksofonisty Tomasz Wendt Trio & Atom String Quartet Behind the Strings zdobyła uznanie w polskim środowisku muzycznym, co zaowocowało przyznaniem nagrody Fryderyk 2017 w kategorii Jazzowego Debiutu Fonograficznego. Po trzech latach od tak głośnego debiutu fonograficznego, w 2019 roku na rynku pojawił się kolejny album z muzyką autorską Tomasza: "Chapter B.". Tym razem Wendt nagrał album o intrygującej fakturze brzmieniowej (saksofon, instrumenty klawiszowe, skrzypce, perkusja). Ta płyta również została bardzo pozytywnie przyjęta przez środowisko muzyczne, czego dowodem może być duża ilość pochlebnych recenzji oraz intensywna działalność koncertowa kwartetu.
Saksofonista ma w swoim dorobku współpracę z wieloma wybitnymi artystami z muzycznego świata do których należą m.in.: Grzegorz Nagórski, Piotr Wojtasik, Mateusz Smoczyński, Joachim Mencel, Michał Miśkiewicz, Jan Smoczyński, Mateusz Smoczyński, Rafał Sarnecki, Jacek Namysłowski, Artur Lesicki, Kuba Stankiewicz, Urszula Dudziak, Eric Allen (USA), Dean Brown (USA) czy również Taco Hemingway, Jarecki i Grubson.

## Nagrody
- Nagroda Fryderyk 2017 w kategorii Jazzowy Debiut Fonograficzny
- I Nagroda na VII Międzynarodowym Konkursie Improwizacji Jazzowej 2015, Katowice
- I Nagroda na festiwalu Jazz Nad Odrą 2013, Wrocław
- I Nagroda na festiwalu Tarnów Jazz Contest 2012, Tarnów
- I Nagroda na festiwalu RCK Pro Jazz 2012, Kołobrzeg
- II Nagroda na Międzynarodowym Konkursie Getxo Jazz Festival 2016, Getxo, Hiszpania
- II Nagroda na festiwalu Jazz Juniors 2011, Kraków
- „Klucz Do Kariery” na festiwalu Gorzów Jazz Celebrations 2011, Gorzów Wlkp.
- Nagroda Publiczności na festiwalu Getxo Jazz 2012, Getxo, Hiszpania
- Nagroda Specjalna Ministra Kultury i Dziedzictwa Narodowego na festiwalu Lotos Jazz, 2013, Bielsko-Biała
- Nagroda Indywidualna na festiwalu Krokus Jazz 2014, Jelenia Góra
- Nagroda „Najbardziej Obiecujący Talent Festiwalu” na festiwalu Azoty Tarnów International Contest 2011
- Wyróżnienie Indywidualne na Przeglądzie Młodych Zespołów Jazzowych i Bluesowych 2011, Gdynia

## Dyskografia
Płyty autorskie:
- Tomasz Wendt Trio & Atom String Quartet: Behind the Strings, SJRecords 2016
- Tomasz Wendt: Chapter B., SJRecords 2019
- Tomasz Wendt: Daily Things, SJRecords 2023

Płyty nagrane gościnnie:
- Taco Hemingway: „Europa”, 2020, 2020
- Krzysztof Logan Tomaszewski: „Rajski Ptak”, Blue Bayou, 2020
- Krzysztof Logan Tomaszewski: „Mama Jesień”, Blue Bayou, 2019
- Gospel Life: Genesis, Promienie Ciszy 2017
- Jarecki: Za wysoko, Supa'High Music 2017
- Artur Lesicki: Nasza Mama Czarodziejka, muzyka do spektaklu, Luna Music 2017
- Grubson: Grubson Live Przystanek Woodstock 2016, Złoty Melon 2016
- Zawartko/Piasecki: Leć głosie, Captain Earth, DTM 2015
- Adam Wendt: Acoustic Travel, Soliton 2014
- Generation Next: Live at Jazz Nad Odrą, SJRecords 2013
- Sebastian Ładyżyński: 432, Ładyżyński 2020
- Małgorzata Markiewicz: Bring the Light, Lydian7/2020
- Mirosław Kowalik: Okruchy, wydawnictwo Agora, 2019
- Vibraslap: Different Wor(l)ds, Milor 2019
- Taco Hemingway: Europa, (solo w utworze Ortalion), Taco Hemingway, 2020
- Zawartko/Piasecki: Wagabunda, DTM, 2021
- Anna Maria Mbayo: Baba Yetu, AMM, 2021
- Jerzy Kaczmarek Quartet: Tribute to Jazz Club Rura, PSJ, 2021
- Mary Rumi: Depressed Lady, PolishFolkManagement, 2022
- Maciej Mazurek: My Home, VRecords, 2023